# Torpedoboot 1935
Das Torpedoboot 1935 war eine Klasse von zwölf Torpedobooten der deutschen Kriegsmarine, die im Zweiten Weltkrieg zum Einsatz kam.

## Entwurf
Artikel 8 a des Flottenvertrags von 1930 gestattete, eine beliebige Anzahl von Überwasser-Kampfschiffen mit weniger als 600 ts (610 t) Verdrängung zu bauen. Unter Ausnutzung dieser Klausel sollte eine Bootsklasse entwickelt werden, die für den Einsatz in Nord- und Ostsee bessere Seeeigenschaften und eine größere Reichweite im Vergleich zu den S-Booten aufwies, ohne einen Teil des begrenzten Tonnagekontingents für Zerstörer zu verbrauchen. Die optimistische Annahme, auch mit einer Obergrenze von 600 ts einen brauchbaren Entwurf mit geforderten Leistungswerten und Ausstattung zu entwickeln, stellte sich recht früh als Irrtum heraus. Der endgültige Entwurf lag mit über 840 ts Standardverdrängung um gut 40 Prozent über der 600-ts-Grenze und wäre somit auf die Zerstörer-Tonnage anzurechnen gewesen, was aber die Reichsmarine unter Verletzung des Vertrages nicht davon abhielt, die Verdrängung der Boote weiterhin mit 600 ts anzugeben.
Für den Torpedoangriff wurde neben einer starken Torpedobewaffnung und einer niedrigen Silhouette eine hohe Geschwindigkeit gefordert. Um diese zu erreichen, erhielten die Boote eine damals neuartige Hochdruck-Heißdampf-Antriebsanlage, wie sie auch der Zerstörertyp 1934 nutzte. Auch hier waren die Anlagen im Einsatz störanfällig, vor allem weil für das Erreichen der projektierten Geschwindigkeiten deren Leistungsfähigkeit voll ausgeschöpft werden musste. Die beengten Verhältnisse auf den kleineren Booten gestalteten die Reparatur und Wartung dabei noch schwieriger.
Die Hauptwaffe sollte der Torpedo sein, da man die klassische Torpedobootstaktik für die Ostsee als am geeignetsten ansah. Zu diesem Zweck wurden zwei Drillingtorpedosätze vom Kaliber 53,3 cm mittschiffs eingebaut. Das einzige 10,5-cm-Geschütz wurde am Heck positioniert, da es dort beim Rückzug nach erfolgtem Torpedoangriff am wirkungsvollsten zum Einsatz kommen konnte. Hinzu kamen nur noch einige Flakgeschütze und die Möglichkeit zum Minenlegen, wobei die Stauung der Minen das 10,5-cm-Geschütz blockierte. In dieser Auslegung waren die Boote ungeeignet, sie für etwas anderes als für Torpedoattacken einzusetzen; für etwaige Erweiterungen war aufgrund der bereits ungünstigen Gewichtsverteilung wenig Raum.
Um die Tonnagegrenze nicht zu überschreiten, wurde der Rumpf sehr leicht gebaut. Die deshalb sehr schwache Struktur schlug sich in schlechten Seeeigenschaften nieder. Der Einsatz der Seeminen konnte nur bei leichter See erfolgen. Das Boot wurde trotz hohen Freibords und eines Knickspants am Bug bei Seegang schnell von viel Spritzwasser eingenebelt, was die Schiffsführung erheblich erschwerte. In der Folge waren längere Werftliegezeiten zur Ausbesserung der Probleme notwendig, weshalb die Boote erst gegen Ende 1940 voll einsatzfähig zur Verfügung standen. Die gravierenden Probleme der Torpedoboote 1935 machten sie für den Kriegseinsatz mehr oder minder unbrauchbar, weshalb sie für Ausbildungszwecke genutzt wurden oder sogar zeitweise außer Dienst gingen. Auch die Fertigstellung der sehr ähnlichen Nachfolgebauten, der Torpedoboote 1937, verzögerte sich um Jahre, um noch im Bau einige der erkannten Probleme zu beheben.

## Geschichte
Die Torpedoboote T 1 bis T 4 wurden am 16. November 1935 bei F. Schichau (Elbing) in Auftrag gegeben. Am 15. Januar 1936 folgten T 5, T 6, T 7 und T 8 bei der AG Weser (Deschimag) in Bremen; die Liefertermine lagen zwischen Dezember 1938 und Juni 1939. Die letzten vier Boote wurden am 29. August 1938 in Auftrag gegeben: T 9 und T 10 bei Schichau; T 11 und T 12 bei Deschimag. Als erstes Boot lief T 5 im November 1937 vom Stapel. T 12 war im April 1939 das letzte Boot der Serie.

### Dienstzeit

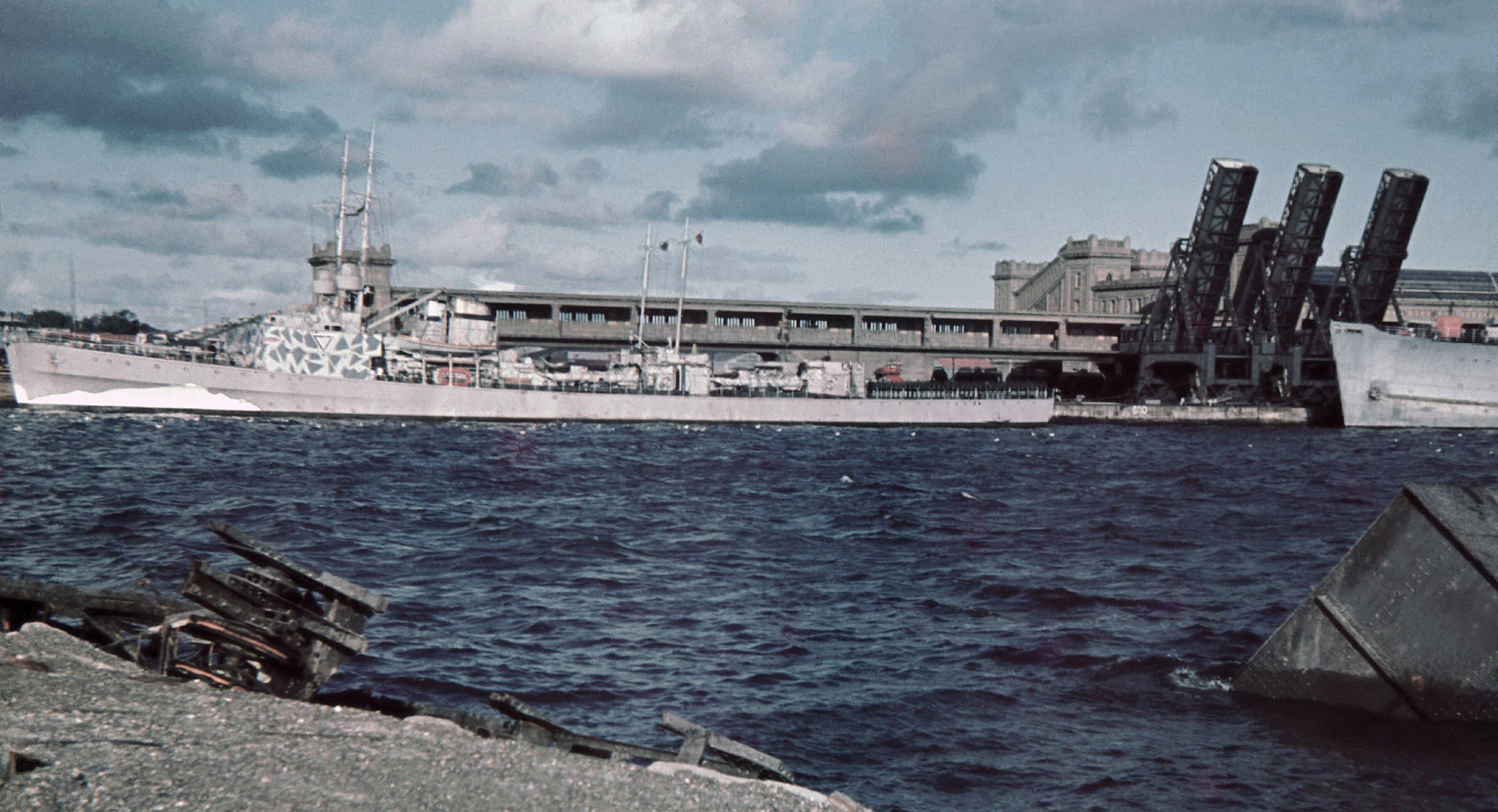
Zwei Torpedoboote 1940 in Cherbourg

Als 1. und 2. Torpedobootsflottille führten die Boote bis zu ihrer Verlegung nach Frankreich im September 1940 Einsätze im Skagerrak und der Nordsee durch. Bei den Einsätzen in Frankreich wurden T 2 und T 11 beschädigt, T 3 sank, konnte aber später wieder instand gesetzt werden. Bald darauf wurden die Boote für kurze Zeit nach Deutschland verlegt. Es folgten Einsätze beim Unternehmen Weserübung, der Besetzung Dänemarks und Norwegens im April 1940. Die 1. Flottille wurde anschließend aufgelöst, und ihre Boote kamen zur 2. Flottille. Im August 1941 beteiligte sich ein Teil von ihnen am Angriff auf die Sowjetunion. Boote der Flottille nahmen im Februar 1942 als Geleitschutz am sogenannten „Kanaldurchbruch“ von Scharnhorst, Gneisenau und Prinz Eugen durch den Ärmelkanal teil. Ein Teil der Boote fuhr weiterhin Einsätze vor Frankreich und vor Norwegen; sie folgten bis Mitte 1943 den restlichen Einheiten in die Ostsee, wo sie hauptsächlich für Ausbildungszwecke an der Torpedoschule genutzt wurden.
1944 kamen die Boote der 2. Flottille wieder für Geleitschutzaufgaben in der östlichen Ostsee zum Einsatz. T 2 und T 7 sanken bei einem Luftangriff im Sommer 1944 in der Werft „AG Weser“ in Bremen, T 10 teilte dieses Schicksal in Gotenhafen. T 3 und T 5 sanken im März 1945 nach Minentreffern, T 1 wurde ebenfalls in der Werft durch Bombentreffer versenkt. T 8 und T 9 wurden am 3. Mai 1945 in der Kieler Förde von ihren Besatzungen selbstversenkt.
Die am Ende des Krieges intakt verbliebenen Boote T 4, T 11 und T 12 gingen als Reparation an die Sieger, wobei nur T 12 in der sowjetischen Marine wieder in Dienst gestellt wurde.

## Technische Beschreibung

### Rumpf und Aufbauten
Die Länge über alles betrug 84,3 Meter, in der Wasserlinie noch 82,16 Meter, bei einer Breite von 8,62 Meter und 2,57 Meter mittlerem Tiefgang. Mit diesen Abmessungen wurde eine Typenverdrängung von 844 ts erreicht, die Einsatzverdrängung lag bei 1.088 ts.
Der geschweißte Rumpf in Querspant-Längsband-Bauweise teilte sich in zwölf wasserdichte Abteilungen.
Die Aufbauten wurde weitgehend aus Leichtmetallen gefertigt.

### Antrieb
Die vier Wagner-Kessel mit 70 atü Druck bei 460 °C lieferten den Dampf für die 28.000 PS/31.000 PSw starke Wagner-Getriebeturbinenanlage. Sie wirkten über zwei Wellen auf die beiden Propeller mit 2,6 Meter Durchmesser. Bei den Probefahrten wurden damit im Schnitt 35,5 bis 36 kn erreicht. 205 m³ Öl sollten einen Fahrbereich von 1070 sm bei 19 kn ermöglichen. Zwei Turbogeneratoren mit je 52 kW und ein 60-kW-Dieselgenerator lieferten den Strom für den Bordbetrieb. Der Bugbereich war als Knickspant ausgeführt.

### Umbauten
Zu Anfang des Krieges erhielten die Boote einen länger ausgezogenen Bug, einen sogenannten Atlantikbug, um die Nässe auf Deck zu reduzieren. Die Gesamtlänge stieg damit auf 87,1 Meter. Außerdem wurde der hintere Mast verkürzt und mit Schrägbeinen versehen.
Weitere Umbaumaßnahmen sahen vor allem die Aufstockung der Flugabwehrbewaffnung vor. Für die Geleitschutzaufgaben anlässlich des Unternehmens Cerberus wurde die schwache Flakbewaffnung aufgestockt, indem der hintere Torpedosatz durch einen 2-cm-Flakvierling ersetzt wurde, bei einigen Booten kam ein 2-cm-Buggeschütz hinzu. Mitte 1942 kam der Torpedorohrsatz wieder an Bord, und der Flakvierling wurde auf dem hinteren Deckshaus untergebracht, zusätzlich kamen zwei, bei einigen Booten drei zusätzliche 2-cm-Einzellafetten hinzu.
Weiter Umbauten erhielten die Boote erst im späteren Kriegsverlauf, da sie erst dann wieder intensiv Frontdienst leisteten. Davon zeugt auch die späte Ausrüstung mit Funkmeßortungsgeräten, also aktivem Radar im Jahr 1945. Die vorgesehene Verstärkung der Flakbewaffnung wurde ebenfalls nur nach und nach bis November 1944 durchgeführt.
Exemplarisch war die Flugabwehrbewaffnung von T 11 am Ende des Krieges: ein 4-cm-Buggeschütz, zwei 3,7-cm-Geschütze, wobei eines den achteren Torpedorohrsatz ersetzte, ein 2-cm-Geschütz in Vierlingslafette mittschiffs auf dem Deckshaus, zwei 2-cm-Geschütze in Doppellafette in den Brückennocken, zwei 2-cm-Geschütze in Doppellafette hinter dem Schornstein sowie 21 8,6-cm-Raketen-Abschussgeräte.

## Einheiten
| Name | Bauwerft               | Kiellegung        | Stapellauf        | Indienststellung  | Verbleib |
| ---- | ---------------------- | ----------------- | ----------------- | ----------------- | --- |
| T 1  | Schichau-Werke, Elbing | 14. November 1936 | 19. Februar 1938  | 1. Dezember 1939  | gesunken nach Bombentreffer durch amerikanischen Bomber in der Werft in Kiel am 9. April 1945, 22:30 Uhr. Das Wrack wurde nach dem 20. April verschrottet.                                                         |
| T 2  | Schichau-Werke, Elbing | 14. November 1936 | 7. April 1938     | 9. Dezember 1939  | am 29. Juli 1944 gesunken, wurde dann wieder gehoben und 1946 verschrottet |
| T 3  | Schichau-Werke, Elbing | 14. November 1936 | 23. Juni 1938     | 3. April 1940     | am 18. September 1940 während eines Nachtangriffs in Le Havre nach einem Bombentreffer. 1943 wurde das Boot gehoben, instand gesetzt und am 12. Dezember 1943 wieder in Dienst gestellt. Am 14. März 1945 gesunken |
| T 4  | Schichau-Werke, Elbing | 29. Dezember 1936 | 15. April 1938    | 27. Mai 1940      | am 9. Januar 1946 den USA zugeteilt, 1952 verschrottet |
| T 5  | Deschimag, Bremen      | 30. Dezember 1936 | 22. November 1937 | 23. Januar 1940   | nach Minentreffer bei Hela am 14. März 1945 gesunken |
| T 6  | Deschimag, Bremen      | 3. Januar 1937    | 16. Dezember 1937 | 30. April 1940    | nach Minentreffer bei Aberdeen auf 57° 8′ N, 1° 58′ O unter Verlust von 48 Mann am 7. November 1940 um 00.15 Uhr gesunken                                                                                          |
| T 7  | Deschimag, Bremen      | 20. August 1937   | 18. Juni 1938     | 20. Dezember 1939 | bei einem Luftangriff am 29. Juli 1944 in der Werft von Deschimag in Bremen gesunken, am 25. Oktober gehoben; Reparaturen erfolgten keine, Verschrottung zwischen 1947 und 1949                                    |
| T 8  | Deschimag, Bremen      | 28. August 1937   | 10. August 1938   | 8. Oktober 1939   | am 3. Mai 1945 in der Kieler Förde selbstversenkt |
| T 9  | Schichau-Werke, Elbing | 24. November 1936 | 3. November 1938  | 4. Juli 1940      | am 3. Mai 1945 selbstversenkt |
| T 10 | Schichau-Werke, Elbing | 24. November 1936 | 1939              | 5. August 1940    | am 18. Dezember 1944 im Schwimmdock in Gotenhafen von britischen Bomben zerstört |
| T 11 | Deschimag, Bremen      | 1. Juli 1938      | 1. März 1939      | 24. Mai 1940      | 1946 Frankreich zugeteilt, Umbenennung in Bir Hakeim, aber keine Wiederindienstnahme, Oktober 1951 verschrottet |
| T 12 | Deschimag, Bremen      | 20. August 1938   | 12. April 1939    | 3. Juli 1940      | 1946 von der sowjetischen Marine übernommen und in Podviznyi umbenannt, 1954 in Kit umbenannt, nach atomaren und chemischen Versuchen 1959 im Ladogasee gesunken, 1991 gehoben und in tiefem Wasser versenkt       |